# Rally RACE Costa Blanca de 1984
El Rally RACE Costa Blanca de 1984, oficialmente 32.º Rally RACE - Costa Blanca, fue la trigésimo segunda edición, la octava ronda de la temporada 1984 del Campeonato de Europa y la segunda de la temporada 1984 del Campeonato de España de Rally. Se celebró del 17 al 19 de marzo y contó con un itinerario de treinta y nueve tramos que sumaban un total de 398 km cronometrados.
Se inscribieron en la prueba ciento diecinueve equipos entre los que destacaban el italiano Carlo Capone que acudía a la prueba con la necesidad de ganar para optar al campeonato de Europa; el finés Henri Toivonen su máximo rival y el británico Jimmy McRae. Entre los españoles Antonio Zanini que debutaba con el Ferrari 308 GTB, Beny Fernández con el Porsche 911 SC RS de grupo B, Genito Ortiz con el Renault 5 Turbo y Salvador Servià con Opel Manta 400 que venía de ganar en el Costa Brava. Otros nombres destacados fueron Juan Carlos Oñoro con el Opel oficial y el joven Carlos Sainz con un Renault 5 Turbo.
Desde los primeros tramos la pelea por la victoria se centró entre Capone y Toivonen pero seguidos muy de cerca por Zanini que tenía el inconveniente de abrir pista y Beny Fernández. Tras ellos y también en dura pugna Salvador Servià que superaba a Juan Carlos Oñoro y se medía con Genito Ortiz e incluso con Jimmy McRae. Oñoro se descolgaba del grupo tras perder un minuto en una tramo donde terminó con una rueda pinchada y tras negociar mal una curva. El ritmo en carrera era muy rápido, con velocidades punta muy altas y antes de la salida se produjeron bajas destacadas como Antonella Madelli, Pons o Droogmans por lo que tomaron la salida finalmente noventa y nueve equipos. Al término de la primera etapa Carlo Capone se situaba líder claro de la prueba tras el abandono de su máximo rival, Henri Toivonen que rompía el motor en el tramo de Benilloba. El interés de la prueba se centró entonces en dos peleas: la de Zanini y Beny por el segundo puesto y la de McRae y Servià por el tercero. En el caso de los primeros Zanini marchaba con una ventaja de ocho segundos sobre su rival, mientras que el británico McRae lo hacía con veintiuno.
Finalmente y sin ningún contratiempo Capone se adjudicó la victoria con una amplia ventaja sobre sus rivales. Zanini fue segundo con menos de cinco segundos de ventaja sobre Fernández que ocupó la tercera plaza. La pelea por la cuarta plaza fue para McRae tras el abandono de Servià que vio como su motor se rompía en la tercera especial de la segunda etapa dejando una enorme mancha de aceite en la pista. El británico que salía tras él realizó un fuerte trompo que pudo dejarle fuera de carrera. Oñoro fue la siguiente víctima y no tuvo tanta suerte. Se salió de la carretera golpeando la parte de atrás dañando el puente trasero. Por culpa de esto penalizó hasta tres minutos y fue superado en la clasificación por Carlos Sainz. En el grupo A venció el andorrano Carles Santacreu con su Opel Ascona y se puso líder del campeonato. En grupo N se impuso Octavi Candela con un Volkswagen Golf. En el desafío Simca Alsina vio perder su victoria al ser descalificado por los responsables de Talbot debido al cambio de reglamentación respecto al año anterior. De esta manera el ganador fue César Argenta. En la copa Opel ganó Pino y en la copa Fiesta lo hizo Rubio.

## Recorrido
| Día              | Etapa   | Tramo | Nombre                        | Distancia | Hora  |
| ---------------- | ------- | ----- | ----------------------------- | --------- | ----- |
| Día 1 Sábado 13  | Etapa 1 | TC1   | Campello-Busot                | 10.26 km  | 16:33 |
| Día 1 Sábado 13  | Etapa 1 | TC2   | Jijona-Tibi                   | 8.78 km   | 17:14 |
| Día 1 Sábado 13  | Etapa 1 | TC3   | Onil                          | 9.00 km   | 18:00 |
| Día 1 Sábado 13  | Etapa 1 | TC4   | Rafols-Millena                | 9.92 km   | 19:03 |
| Día 1 Sábado 13  | Etapa 1 | TC5   | Famorca-Castell de Castells   | 7.01 km   | 19:40 |
| Día 1 Sábado 13  | Etapa 1 | TC6   | Coll de Rates                 | 12.00 km  | 20:12 |
| Día 1 Sábado 13  | Etapa 1 | TC7   | Tudons                        | 21.91 km  | 21:19 |
| Día 1 Sábado 13  | Etapa 1 | TC8   | Ares-Confrides                | 8.00 km   | 22:01 |
| Día 1 Sábado 13  | Etapa 1 | TC9   | Guadalet-Callosa              | 9.00 km   | 22:31 |
| Día 1 Sábado 13  | Etapa 1 | TC10  | Tudons 2                      | 21.91 km  | 23:21 |
| Día 1 Sábado 13  | Etapa 1 | TC11  | El Rebolcat                   | 7.00 km   | 23:56 |
| Día 2 Domingo 18 | Etapa 1 | TC12  | Benilloba-Millena             | 9.70 km   | 02:26 |
| Día 2 Domingo 18 | Etapa 1 | TC13  | Benifalim-Torre Manzanas      | 8.44 km   | 03:06 |
| Día 2 Domingo 18 | Etapa 1 | TC14  | Jijona-Tibi 2                 | 8.78 km   | 03:46 |
| Día 2 Domingo 18 | Etapa 1 | TC15  | Onil 2                        | 9.00 km   | 04:31 |
| Día 2 Domingo 18 | Etapa 1 | TC16  | Rafols-Millena 2              | 9.92 km   | 05:31 |
| Día 2 Domingo 18 | Etapa 1 | TC17  | Ares-Confrides 2              | 8.00 km   | 06:01 |
| Día 2 Domingo 18 | Etapa 1 | TC18  | Guadalet-Callosa 2            | 9.00 km   | 06:26 |
| Día 2 Domingo 18 | Etapa 1 | TC19  | Relleu-Aguas de Busot         | 9.74 km   | 07:26 |
| Día 2 Domingo 18 | Etapa 1 | TC20  | Aguas de Busot-Busot          | 4.54 km   | 07:56 |
| Día 2 Domingo 18 | Etapa 2 | TC21  | Campello-Busot 2              | 10.26 km  | 16:00 |
| Día 2 Domingo 18 | Etapa 2 | TC22  | Jijona-Tibi 3                 | 8.78 km   | 16:45 |
| Día 2 Domingo 18 | Etapa 2 | TC23  | Onil 3                        | 9.00 km   | 17:30 |
| Día 2 Domingo 18 | Etapa 2 | TC24  | Rafols-Millena 3              | 9.92 km   | 18:25 |
| Día 2 Domingo 18 | Etapa 2 | TC25  | Famorca-Castell de Castells 2 | 7.01 km   | 19:10 |
| Día 2 Domingo 18 | Etapa 2 | TC26  | Coll de Rates 2               | 12.00 km  | 19:40 |
| Día 2 Domingo 18 | Etapa 2 | TC27  | Tudons 3                      | 21.91 km  | 20:45 |
| Día 2 Domingo 18 | Etapa 2 | TC28  | Benilloba-Millena 2           | 9.70 km   | 21:30 |
| Día 2 Domingo 18 | Etapa 2 | TC29  | Benifalim-Torre Manzanas 2    | 8.44 km   | 22:15 |
| Día 2 Domingo 18 | Etapa 2 | TC30  | Jijona-Tibi 4                 | 8.78 km   | 22:45 |
| Día 2 Domingo 18 | Etapa 2 | TC31  | Onil 4                        | 4.54 km   | 23:40 |
| Día 3 Lunes 19   | Etapa 2 | TC32  | Benilloba-Millena 3           | 4.54 km   | 02:20 |
| Día 3 Lunes 19   | Etapa 2 | TC33  | Famorca-Castell de Castells 3 | 7.01 km   | 02:55 |
| Día 3 Lunes 19   | Etapa 2 | TC34  | Coll de Rates 3               | 12.00 km  | 03:30 |
| Día 3 Lunes 19   | Etapa 2 | TC35  | Tudons 4                      | 21.91 km  | 04:30 |
| Día 3 Lunes 19   | Etapa 2 | TC36  | Ares-Confrides 3              | 8.00 km   | 05:15 |
| Día 3 Lunes 19   | Etapa 2 | TC37  | Guadalet-Callosa 3            | 9.00 km   | 05:45 |
| Día 3 Lunes 19   | Etapa 2 | TC38  | Relleu-Aguas de Busot 2       | 9.74 km   | 06:45 |
| Día 3 Lunes 19   | Etapa 2 | TC39  | Aguas de Busot-Busot 2        | 4.54 km   | 07:12 |

## Clasificación final
| Pos. | Piloto            | Copiloto          | Automóvil            | Tiempo  | Diferencia |
| ---- | ----------------- | ----------------- | -------------------- | ------- | ---------- |
| 1.   | Carlo Capone      | Sergio Cresto     | Lancia 037 Rally     | 4:06:32 | 0.0        |
| 2.   | Antonio Zanini    | Josep Autet       | Ferrari 308 GTB      | 4:09:46 | +3:14      |
| 3.   | Beny Fernández    | José Luis Sala    | Porsche 911 SC RS    | 4:10:57 | +4:25      |
| 4.   | Jimmy McRae       | Rob Arthur        | Opel Manta 400       | 4:14:41 | +8:09      |
| 5.   | Carlos Sainz      | Antonio Boto      | Renault 5 Turbo      | 4:24:04 | +17:32     |
| 6.   | Juan Carlos Oñoro | José López Orozco | Opel Manta 400       | 4:27:58 | +21:26     |
| 7.   | Carles Santacreu  | Antonio Santacreu | Opel Ascona B 2.0 SR | 4:38:30 | +31:58     |
| 8.   | J. Ortí           | P. Criado         | Porsche 911 SC       | 4:39:20 | +32:48     |
| 9.   | Eliazar Nieto     | M. Martínez       | Renault 5 Turbo      | 4:42:27 | +35:55     |
| 10.  | Josep Arqué       | Albert Alumà      | Opel Manta GT/E      | 4:42:38 | +36:06     |